# Julia Winter
Pour les articles homonymes, voir Winter.
Julia Winter, née le 17 mars 1993 à Stockholm en Suède, est une actrice suédo-britannique.
Née en Suède, Julia a grandi à Londres en Angleterre. Elle parle couramment le suédois et l'anglais. Elle est connue pour son rôle de Veruca Salt dans  Charlie et la Chocolaterie.

## Filmographie
- 2001 : Un mariage trop parfait
- 2005 : Charlie et la Chocolaterie : Veruca Salt
- 2014 : L'Incroyable Histoire de Winter le dauphin 2 : Peyton